# Rigadin et Miss Margaret
Pour plus de détails, voir Fiche technique et Distribution.
Rigadin et Miss Margaret (ou Rigadin et Miss Marguett) est un film muet français réalisé par Georges Monca, sorti en 1915.

## Fiche technique
- Titre : Rigadin et Miss Margaret
- Titre alternatif : Rigadin et Miss Marguett
- Réalisation : Georges Monca
- Scénario : Charles Torquet
- Photographie :
- Montage :
- Société de production : Pathé Frères
- Société de distribution : Pathé Frères
- Pays d'origine :  France
- Langue : film muet avec les intertitres en français
- Métrage : 325 mètres
- Format : Noir et blanc — 35 mm — 1,33:1 — Muet
- Genre :  Comédie
- Durée : 10 minutes 50
- Dates de sortie : 
  - France : 13 mai 1915

## Distribution
- Charles Prince : Rigadin
- Cécile Guyon: Margaret
- Marcel Simon
- Mistinguett
- Yvonne Maëlec
- Clo Marra
- Germaine Reuver